# Puègmalsinhac
Puèg Malsinhac (en francès Puy-Malsignat) és una comuna (municipi) de França, a la regió de la Nova Aquitània, departament de la Cruesa, al districte de Lo Buçon i cantó de Chénérailles.
La seva població al cens de 1999 era de 194 habitants. Està integrada a la Communauté de communes de Chénérailles.

## Demografia
| 1968 | 1975 | 1982 | 1990 | 1999 |
| ---- | ---- | ---- | ---- | ---- |
| 244  | 215  | 213  | 194  | 194  |

## Administració
| Període   | Identitat         | Partit |
| --------- | ----------------- | ------ |
| 2001-2008 | Robert Dorot      |        |
| 2008-     | Henri Alhéritière |        |